# オクタン価
オクタン価（オクタンか）とは、ガソリンのエンジン内での自己着火のしにくさ、ノッキングの起こりにくさ（耐ノック性・アンチノック性）を示す数値である。オクタン価が高いほどノッキングが発生しにくい。
軽油等のディーゼル燃料においては、耐ディーゼルノック性を示す数値としてセタン価が利用される。セタン価60はオクタン価0に、セタン価0はオクタン価100に相当する（なお、値の増減が反対なのはガソリンエンジンのスパークノックは燃料が着火しやすいことによって起きるのに対し、ディーゼルエンジンのディーゼルノックは燃料が着火しにくいことによって起こるため）。

## オクタン価
ガソリン成分中で耐ノック性が比較的高いイソオクタン（2,2,4-トリメチルペンタン）のオクタン価を 100、耐ノック性が低い n-ヘプタンのオクタン価を 0 とし、試料のガソリンと同一の耐ノック性を示すようなイソオクタンと n-ヘプタンとの混合物中に含まれるイソオクタンの割合（容量比）を、その試料のオクタン価とする。一般論を言えば、枝分かれの多い飽和炭化水素であれば耐ノック性は高い。また、ノックの原因となるヒドロキシルラジカル (•OH) の捕捉剤として、炭化水素のラジカルを発生するものを与えれば耐ノック性は向上する。
耐ノック性の測定は、混合気に着火した時の炎の伝播速度で測定する。伝播が遅いほどオクタン価が高い。内燃機関においては理論上、シリンダー内のピストン位置が上死点で混合気に着火し、ピストンが下死点に移動した時点で爆発が終了するのが最も効率が良く、ノッキングも起こさないためである。すなわち、燃焼エネルギーを一瞬で解放するよりも、ピストンの動きにつれてゆっくり解放した方が効率的ということである。

## 出力価
上記のように、耐ノック性が高いイソオクタンが上限であるため、オクタン価は100が最高値となるのだが、さらに、対ノック性の高いアンチノック剤をガソリンに微量に添加してアンチノック性を高めたことで、それだけで表すのが困難になってきたため、第二次世界大戦時、アメリカで研究された上で定められた出力価（パフォーマンス価とも呼ばれる）が航空機用ガソリンに利用される。オクタン価が、単純にイソオクタンの成分を体積百分率で表したものであるのに対し、出力価はノッキング防止の添加物を含んだ燃料の出力とオクタン価が100の燃料の出力との百分比で、航空機の場合には両者とも「グレード***/***」（*は数字が入る）と表記される。これは、混合比の変化に対してオクタン価が変化するとともに、ガソリンの種類によってその変化が一定でないためである。左側はエンジンの混合比が薄い状態で運転したオクタン価、右側は濃い状態で運転したオクタン価を表しており、例えば、イソオクタン1ガロンあたりテトラエチル鉛1.284 cc混入した燃料の場合、エンジンの混合比が薄い巡航時での出力が100 ％に、混合比の濃い最大出力時での出力が130 ％となるため、出力価での表記は「グレード100/130」となる。
なお、この出力価の数値を高めるためにアンチノック剤としてテトラエチル鉛が使用されていた（有鉛ガソリン）。これは混合気がピストンによる圧縮行程中から炎に達する前の緩やかな反応後の燃焼により、二酸化炭素や水となる前の中間生成物の中にある過酸化物の濃度がある限度に達するとデトネーションを発生させるため、これを添加させることで炎に達する前の反応を遅らせ、過酸化物の生成を抑制して発火遅れを大きくする役目をはたす。
そのほかにも、テトラエチル鉛が燃焼した際に酸化鉛が発生してシリンダー内の燃焼室に堆積するのを防ぐために二臭化エチレン等のハロゲン化合物をテトラエチル鉛に混入したエチル液や、酸化鉛の堆積物にリン酸トリクレジルを加えて融点が高くかつ電気抵抗が大きい燐酸鉛に変えて、点火栓（スパークプラグ）の短絡や過早着火の発生を防止する着火制御剤がある。
JISではリサーチ法オクタン価を採用しており、燃焼試験で得られたデータを基にオクタン価を設定している。よって、市販されているオクタン価100のガソリンだからといって、イソオクタン100 %という意味ではない。また、欧米各国でも方法は異なれど燃焼試験によってオクタン価を設定しており、イソオクタンの割合のみで示されるオクタン価は最早形骸化していると言ってもいい。

## オクタン価向上剤
かつては四アルキル鉛など有機鉛化合物が使われていたが、環境・安全性の観点から市場から姿を消した。有機マンガン化合物であるメチルシクロペンタジエニルマンガントリカルボニルについても燃料中の安定性やエンジン内での堆積、またコストの問題から、使用は限定されている。現在ではこれらに代わり、下記のエーテル系をはじめとする含酸素化合物が中心となってきている。
- メチルtert-ブチルエーテル（MTBE）
- エチルtert-ブチルエーテル（ETBE）
- tert-アミルメチルエーテル（TAME）

## 測定方法

### リサーチ・オクタン価(RON)
オクタン価の中で世界中で最も広く用いられているのがリサーチ・オクタン価(Research Octane Number/RON)である。RONは可変圧縮比機構を持つテストエンジンにおける600rpm時での回転テストにおいて、イソオクタンとn-ヘプタンの混合比(%)という形で決定される。
以上の事から、RONは比較的低回転域のアンチノック耐性を示す数値であるとされる。

### モーター・オクタン価(MON)
オクタン価を示す別の表記法として、モーター・オクタン価(Motor Octane Number/MON)と呼ばれるものが存在する。これは別名航空リーンオクタン価とも呼ばれるもので、エンジンに負荷が掛かっている際の燃料の状態をより良く示すものであるとされる。RONの600rpmではなく900rpmで測定を行う。またMONのテストエンジンの構造はRONと同じものであるが、149℃に予熱された混合気、高速なエンジン回転、可変点火時期などのよりノッキングが起こりやすい厳しい条件の下で測定される。燃料の組成にもよるが、近代的なガソリンではRONに対してMONの値は8-10程低くなるとされる。しかし、MONとRONの数値の間には直接的な因果関係はない。
以上の事から、MONは比較的高回転域のアンチノック耐性を示す数値であるとされる。

### アンチノック・インデックス(AKI)
殆どの国ではガソリンスタンドの給油機に示されるオクタン価はRONである。しかし、カナダやアメリカ合衆国、ブラジルなどではRONとMONの平均値が給油機に示される。この値をアンチノック・インデックス(Anti-Knock Index/AKI)と呼ぶ。AKIを採用する国の給油機には(R+M)/2の公式が書かれている場合があり、別の呼び名としてポンプ・オクタン価(Pump Octane Number/PON)が用いられる場合がある。
採用される国はごく一部であるが、走行中のアンチノック耐性そのものをより合理的に示す数値であるともされる。

### RONとAKIの違い
MONとRONの間には概ね8-10前後の差異が生じることは上記で述べたとおりである。よって、RONとAKIの間では米国の場合には概ね4-5前後低い値が表記される事が多い。比較の為には現状では英語版のen:Octane rating#Examples of octane ratingsの表を参照されたい。

### Observed Road Octane Number (RdON)
あまりメジャーではない測定法であるが、最終的なオクタン価決定法としてObserved Road Octane Number (RdON)と呼ばれるものが存在する。これは世界の多気筒エンジンの開発で行われているもので、スロットルを全開状態で測定を行う。この方式は1920年代に提唱されたもので、今日でも高い信頼性を有しているとされる。当初は道路上を車両で走行しながら測定を行っていたが、より安定した測定環境を得る為に現在ではシャシダイナモ上で測定が行われる。

### 測定に用いる機器
上記の各オクタン価のうちMONとRONの測定にはCFRエンジンと呼ばれる特殊な測定用エンジンが用いられる。CFRはCooperative Fuel Researchの略で、1928年にアメリカにてAPI（en:American Petroleum Institute）やSAE、当時の自動車工業会などが共同で設計し、ウォーケシャ・モーターカンパニー(現・en:Waukesha Engines)に製造させたものが発祥である。その構造は圧縮比が可変可能な単気筒エンジンで、一定の回転速度を保つために補助電動機が備えられている他、混合気を予熱する機能や点火時期を任意に調整する機構なども備えられている。オクタン価測定に用いるCFRエンジンはガソリンエンジンであるが、ほぼ同様の概要を持つディーゼルエンジンがセタン価の測定にも用いられる。

## 地域による変化
給油機から給油されるオクタン価の選択は、世界の地域ごとに大きく異なっている。
オーストラリア:レギュラーはRON 91。ハイオクはRON 95が一般的であるが、98以上の製品も広く流通している。
ドイツ: RON 91（Normal）とRON 95（Super）の二種類のレギュラーと、RON 98のハイオク（Super Plus）を合わせた三種類が販売されているが、実際にはRON 91の流通量は極めて少なく、自動車メーカーも殆どはRON 95を想定してレギュラーガソリン仕様としている。
イタリア:レギュラーはRON 95である。ハイオクはRON 98以上が条件とされている。
イギリス:レギュラーはRON 95である。ハイオクはRON 97以上が条件とされている。
アメリカ:AKI表記が原則であるが、地域により様々なものが販売されている。一般的にはレギュラーがAKI 87(RON 91)、プレミアム(ハイオク相当)がAKI 93(RON 98)で販売されており、レースに対応しているAKI 93(RON 98)クラスが街中のガソリンスタンドで手に入ることは特筆に値する。
日本:レギュラーはRON 90、ハイオクがRON 100（実際はRON 99.5程度）である。JIS規格では、レギュラーはRON 89以上、ハイオクがRON 96以上と、JIS規格における下限値は上記の諸外国に比べてやや低いオクタン価の設定となっている。詳細は後述。ただし、かつて存在したShell V-Powerのハイオクガソリンを除けば全て同一の品質であり、各社でオクタン価が異なることはない。

### 日本におけるオクタン価の変遷
日本の自動車用ガソリンのオクタン価は、JIS K 2202 自動車ガソリンにて制定されている。同規格上はレギュラーガソリンが2号ガソリン、高オクタン価ガソリンが1号ガソリンとして規定されている。JISにおけるオクタン価の測定方法及びオクタン価数値は1952年のJIS K 2202の成立以降、幾多の改正を経てきており、日本車のエンジン設定も基本的にはその車両の発売時点でのJIS規格値を元に設計されている事に留意する必要がある。
なお、オクタン価の計測規定はJIS K 2280 石油製品－燃料油－オクタン価及びセタン価試験方法並びにセタン指数算出方法にて制定されている。JIS K 2280で使用される測定機器はCFRエンジンであるが、インチ/華氏などの表記をメートル法/摂氏に事前に置き換えてから測定する旨の指示がされている。
| JIS K 2202改正年度      | 1号      | 2号      | 3号    | 測定方法 | 備考及び関連事項 |
| ----------------------- | -------- | -------- | ------ | -------- | --- |
| 1952年(JIS K 2202:1952) | 72以上   | 65以上   | 60以上 | MON      | 日本工業規格成立、ホンダ・カブF号発売。 |
| 1958年(JIS K 2202:1958) | 80以上   | 75以上   | 65以上 | MON      | スバル・360/ホンダ・スーパーカブ発売。 |
| 1961年(JIS K 2202:1961) | 90以上   | 80以上   | -      | RON      | リサーチ法への測定法変更、3号ガソリンの廃止。 |
| 1965年(JIS K 2202:1965) | 95以上   | 85以上   | -      | RON      | 通産省、完成乗用車の輸入自由化を発令 同時に国内自動車産業再編計画も進められ、翌1966年には日産・プリンスが合併。                                                   |
| 1970年(JIS K 2202:1970) | 95以上   | 85以上   | -      | RON      | オクタン価の改正は無し この年に東京都新宿区牛込柳町交差点付近にて鉛中毒事件が発生。 5年後の1975年、レギュラーガソリンの無鉛化を先行実施。                         |
| 1980年(JIS K 2202:1980) | 95以上   | 85以上   | -      | RON      | オクタン価の改正は無し 1979年に日産・セドリック/グロリアに国産初のターボ車設定。                                                                                  |
| 1986年(JIS K 2202:1986) | 96.0以上 | 89.0以上 | -      | RON      | オクタン価が現在と同じ数値となる 翌1987年、有鉛ガソリン製造終了によりハイオク無鉛化を完全達成。 1987年6月20日、出光興産、オクタン価100を謳う出光100ガソリン発売。 |
| 1988年(JIS K 2202:1988) | 96.0以上 | 89.0以上 | -      | RON      | オクタン価の改正は無し エンジン出力値表記がネット表記に完全移行                                                                                                   |
| 1991年(JIS K 2202:1991) | 96.0以上 | 89.0以上 | -      | RON      | オクタン価の改正は無し 国産各社の高出力車が軒並み280馬力に到達。                                                                                                  |
| 1996年(JIS K 2202:1996) | 96.0以上 | 89.0以上 | -      | RON      | オクタン価の改正は無し 石油製品の輸入自由化。 JISマーク表示制度をガソリンにも適用。 翌1997年、トヨタ・プリウス発売。                                              |
| 1999年(JIS K 2202:1999) | 96.0以上 | 89.0以上 | -      | RON      | オクタン価の改正は無し オートバイへの排ガス規制強化(H11二輪車排出ガス規制)。 翌2000年、H12年規制により、自動車からキャブレターが姿を消す。                        |
| 2004年(JIS K 2202:2004) | 96.0以上 | 89.0以上 | -      | RON      | オクタン価の改正は無し 同年末、軽油内の硫黄分の許容限界値が低減される。                                                                                           |
| 2007年(JIS K 2202:2007) | 96.0以上 | 89.0以上 | -      | RON      | オクタン価の改正は無し 軽油に続き、ガソリンについても硫黄分の許容限界値が低減される。                                                                             |
| 2012年(JIS K 2202:2012) | 96.0以上 | 89.0以上 | -      | RON      | オクタン価の改正は無し E10燃料（エタノール混合率10%）1号(E)、2号(E)の規定が追加。 現在の最新規格                                                                  |

2007年頃に日本自動車工業会からレギュラーガソリンのオクタン価の引き上げの要請があったこともあり、2006年から2008年にかけて石油政策小委員会、次世代燃料・石油政策に関する小委員会でレギュラーガソリンのオクタン価の引き上げが検討されたが、引き上げは行われなかった。

#### 輸入車の取り扱いについて
上記の例にも見られるとおり、今日のJIS 1/2号ガソリンのオクタン価と欧米のガソリンのオクタン価には若干ではあるが差異がみられる。特に欧州では殆どの地域でレギュラーガソリンが事実上RON 95のみである事情もあり、これらの地域からの輸入車（欧州車）は現地ではレギュラー仕様であっても、日本の正規代理店ではハイオク仕様として販売される事が多い。
逆に、アメリカや東南アジア、オセアニアなど、レギュラーがRON 91前後とされている国からの輸入・逆輸入車両については、正規代理店やメーカー日本法人などのサポート窓口に、日本での適切な使用燃料を直接問い合わせることが推奨される。ただし、これらの国からの車両でかつ国内でもレギュラー仕様として販売される場合において運転状況によってノッキング等の異常燃焼がおこる場合、ハイオクを給油することで解消できる場合がある。
JISの規格値は元々は欧米の品質規格のような強制力を持たない任意規格であり、これにより有鉛ガソリンの無鉛化などが石油元売りの自主努力により早期に達成されるなどの利点も存在したが、同時に小売り店頭で灯油を混入した粗悪ガソリンが販売されるなどの弊害も発生していた。しかし、1996年の石油製品輸入自由化に伴い強制力を持つものとなり、それと同時にJISマーク表示制度の対象に含まれるようにもなった。こうした経緯が存在したことから、国内の石油元売り各社はハイオクに関しては100オクタンを謳う製品を販売するなどの状況が見られたが、レギュラーについては「90-91前後の品質で出荷」などの明確でない表現に留めている場合があった。無印スタンド等における業転玉などの販売サイドにおける構造的な問題も散見される他、場合によっては小売店頭でレギュラーとハイオクの配管を取り違えていた例や、悪質な場合にはレギュラーをハイオクと偽装して販売する事例が消費者庁を通じて告発されるなど、市場に出荷される燃料品質に関連して報道沙汰に発展するケースも稀に見られる。